# Heinz Maaß
Heinz Maaß (* 6. März 1934) ist ein ehemaliger deutscher Fußballspieler. 

## Karriere
Heinz Maaß spielte Erstligafußball in der Oberliga Süd. Dort absolvierte er zwei Spiele für die Stuttgarter Kickers.